# Kazumi Kishi
Kazumi Kishi (岸 一美, 25 de novembre de 1975) és una exfutbolista japonesa.

## Selecció del Japó
Va debutar amb la selecció del Japó el 1998. Va disputar 9 partits amb la selecció del Japó.

## Estadístiques
| Selecció del Japó | Selecció del Japó | Selecció del Japó |
| Anys              | Partits           | Gols              |
| ----------------- | ----------------- | ----------------- |
| 1998              | 5                 | 2                 |
| 1999              | 1                 | 0                 |
| 2000              | 0                 | 0                 |
| 2001              | 3                 | 0                 |
| Total             | 9                 | 2                 |